# Plážový sport
Plážový sport je ve svém původním významu takový sport, který se hraje na pláži především pro oddech, zábavu, relaxaci a rekreaci – patří tedy do skupiny tzv. rekreačních sportů.
Prozatím jediným olympijským plážovým sportem se stal plážový volejbal, který je na programu olympijských her trvale od roku 1996.
Plážové sporty vznikly jako zjednodušená varianta původních sportů, obvykle jsou provozovány i na menším hřišti (nebo na volné nijak neohraničené ploše), často s menším počtem hráčů a s výrazně zjednodušenými pravidly. Hráči se u většiny sportů pohybují na hlubokém písku, takže obvykle hrají bez bot tj. naboso. Při rekreačním sportování mohou ženy hrát společně i s muži, v tomto případě jde vlastně o formu společného rodinného sportování.

## Plážové sporty
- plážový fotbal
- plážová házená
- plážové ragby
- plážový basketbal
- plážový floorbal
- plážový lakros
- plážový tenis
- plážový volejbal
- plážový badminton
- bossabal

## Plážové hry
- flingo